# Хшанув (гмина, Хшанувский повет)
Хшанув (пол. Chrzanów) — городско-сельская гмина (волость) в Польше, входит как административная единица в Хшанувский повет, Малопольское воеводство. Население — 50 166 человек (на 2004 год).

## Демография
| Перепись                       | Всего   | Всего | Женщины | Женщины | Мужчины | Мужчины |
| ------------------------------ | ------- | ----- | ------- | ------- | ------- | ------- |
| Единицы                        | человек | %     | человек | %       | человек | %       |
| Население                      | 50 166  | 100   | 26 143  | 52,1    | 24 023  | 47,9    |
| Плотность населения (чел./км²) | 632,4   | 632,4 | 329,5   | 329,5   | 302,8   | 302,8   |

## Поселения
1. Хшанув
2. Балин
3. Люшовице
4. Окрадзеювка
5. Плаза
6. Погожице
7. Зьребце

## Соседние гмины
1. Гмина Альверня
2. Гмина Бабице
3. Явожно
4. Гмина Либёнж
5. Гмина Тшебиня